# Tiếng Meitei
Tiếng Meitei là ngôn ngữ chính và chiếm ưu thế tại bang Manipur ở đông bắc Ấn Độ. Tiếng Meitei cũng là ngôn ngữ chính thức của bang Manipur, ngoài ra ngôn ngữ này còn được sử dụng tại các bang Assam và Tripura, Bangladesh và Myanmar. Tiếng Meitei là một trong 22 ngôn ngữ được chính phủ Liên bang Ấn Độ công nhận. Tiếng Meitei được dạy trong trường học và các trường đại học ở Ấn Độ và là ngôn ngữ giảng dạy ở các trường phổ thông tại bang Manipur. Tiếng Meitei là thành viên của Ngữ tộc Tạng-Miến trong ngữ hệ Hán-Tạng.